# سوفیا شیناس
سوفیا شیناس (انگلیسی: Sofia Shinas؛ زادهٔ ۱۷ ژانویهٔ ۱۹۶۸) یک موسیقی‌دان اهل کانادا است. وی از سال ۱۹۹۱ میلادی تاکنون مشغول فعالیت بوده‌است.